# Астраханский заповедник

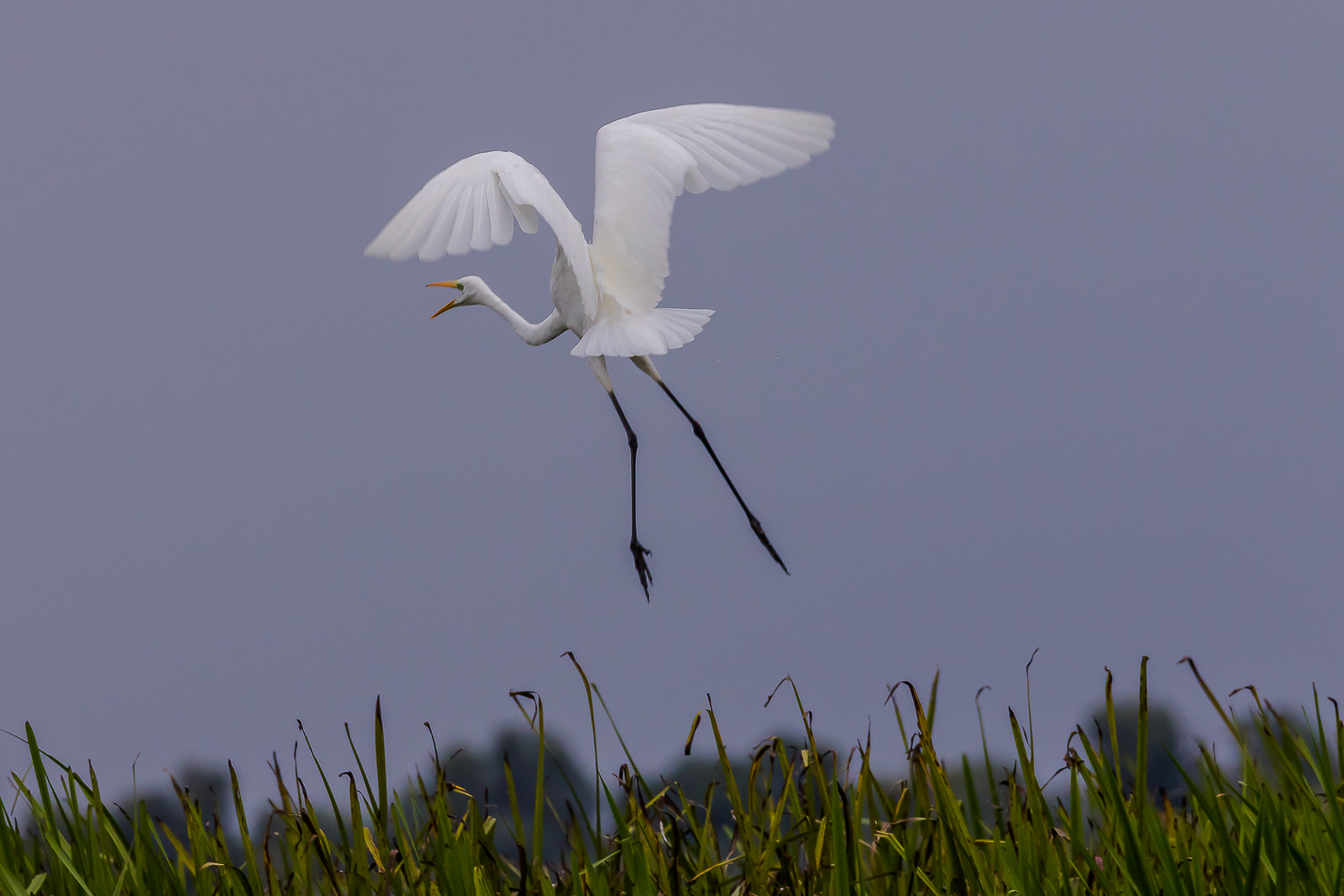
Большая белая цапля в Астраханском заповеднике

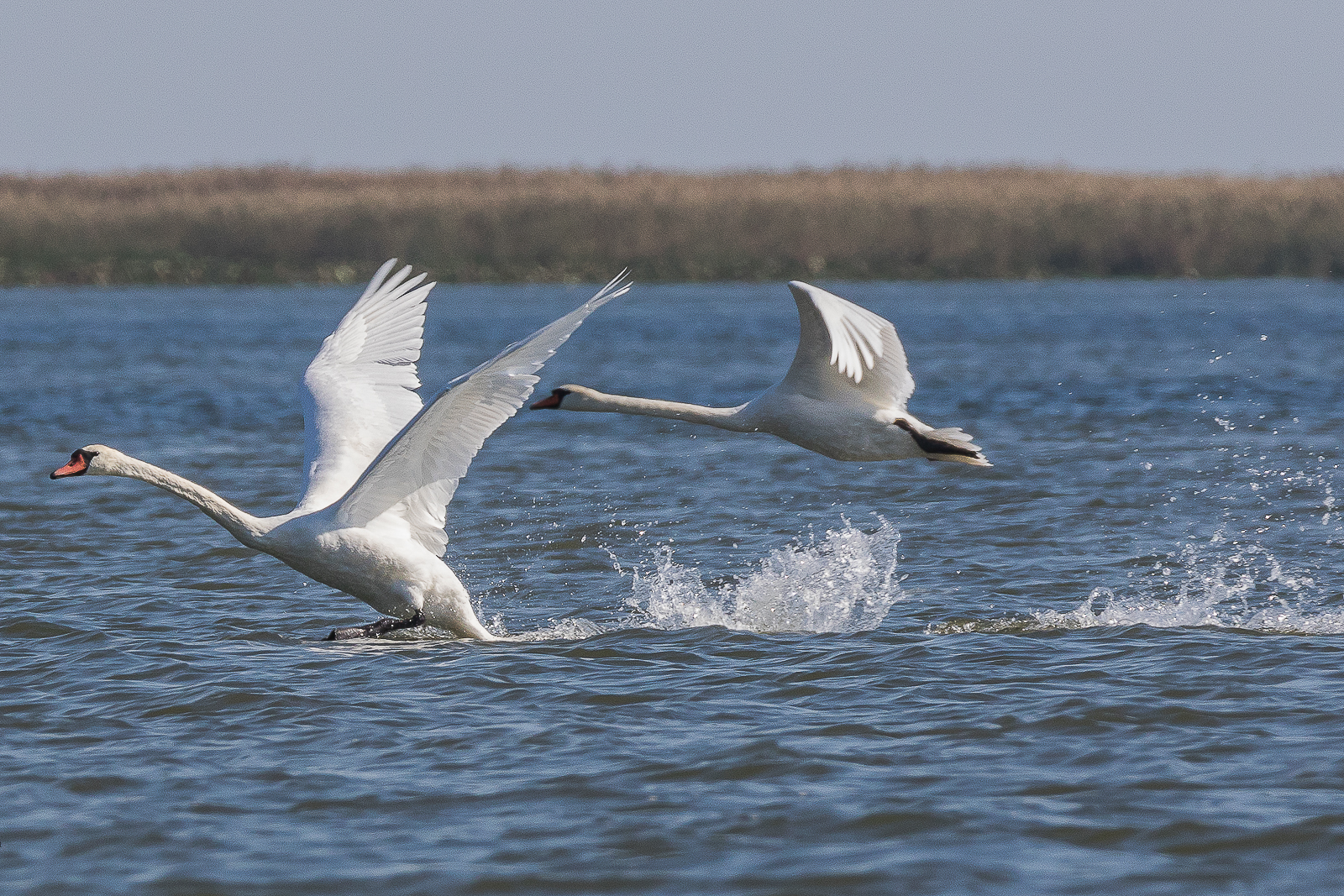
Лебеди в Астраханском заповеднике

Астраха́нский ордена Трудового Красного Знамени государственный природный биосферный запове́дник — заповедник в дельте реки Волги в Астраханской области России. Включён во Всемирную сеть биосферных резерватов. Относится к водно-болотным угодьям международного значения.

## История
Заповедник был учреждён 11 апреля 1919 года решением общественной Учёной комиссии при Астраханском университете. Первым директором заповедника стал учёный-орнитолог Владимир Алексеевич Хлебников. Как природный объект государственного значения утверждён постановлением Совета народных комиссаров РСФСР от 24 ноября 1927 года.

## Расположение заповедника
Заповедник расположен в низовьях дельты Волги, на территории Камызякского, Володарского и Икрянинского районов Астраханской области.
Территориально разбит на три участка или кластера:
- Дамчикский в западной части дельты
- Трёхизбинский в центральной части дельты
- Обжоровский в восточной части дельты

Первоначально площадь заповедника составляла 23 000 га. Потом, в связи с падением уровня Каспия, ростом надводной дельты в сторону моря, площадь заповедника увеличилась почти в 3 раза и достигла 67 917 га, в том числе 11 298 га — морская акватория заповедника.

## Климат
Климат территории формируется под воздействием азиатского антициклона. Тёплый период длится более 250 дней. Среднегодовое количество осадков составляет 180—200 мм. 

## Фауна
Всего в заповеднике обитает 230 видов птиц, из них 72 вида редких птиц, в том числе 40 видов гнездятся, 22 вида встречается во время пролётов и 10 видов относятся к залётным. Здесь останавливаются на пролёте белые журавли — стерхи, — одни из самых редких птиц на планете, гнездятся кудрявые пеликаны, малые бакланы, колпицы, египетские цапли. Все эти виды внесены в Международную Красную книгу. Основу местной орнитофауны составляют водно-болотные птицы, более 30 видов — лесные птицы, и только 3 вида принадлежат к обитателям луговых экосистем и синантропам.

В заповеднике обитает 60 видов рыб: осетровые (белуга, осётр, севрюга), сельдевые (каспийский пузанок, волжская сельдь, черноспинка), карповые (вобла, лещ, сазан, краснопёрка, голавль, жерех, чехонь, серебряный карась), щука, судак, окунь, бычки, колюшка и другие.

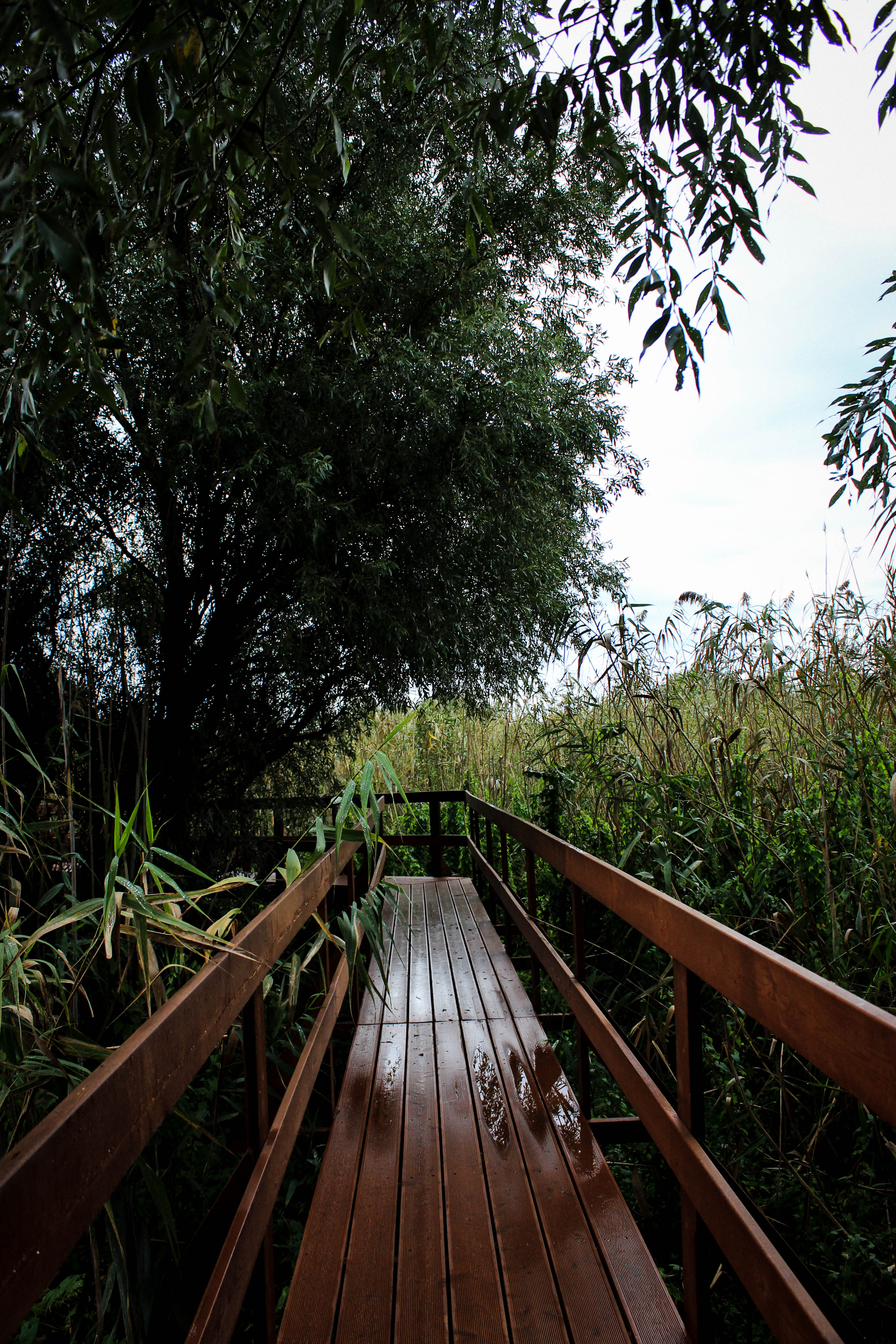
Экологическая тропа в заповеднике.

Млекопитающие представлены 17 видами, из которых обычны лишь 12. Это кабаны, волки, лисицы, выдры, горностаи, водяные крысы, мыши-малютки, камышовый кот и др.

## Задачи заповедника
Сохранение и накопление природных ресурсов и генетических фондов дельты Волги и побережья Каспия, а также исследование динамики дельтообразования и жизни её ценозов в целях освоения природных производительных сил дельты и охраны мест гнездования и перелёта водоплавающей птицы, рыбных нерестилищ, рыбных ям, а также редких растений — лотоса, чилима, рдеста, рогоза.
В 1975 году территория заповедника была отнесена к водно-болотным угодьям международного значения (Рамсарская конвенция — дельта Волги).
С 1984 года заповедник включён в международную сеть биосферных резерватов.

## В филателии
В 1968 году в СССР были выпущены почтовые марки, посвящённые Астраханскому заповеднику.

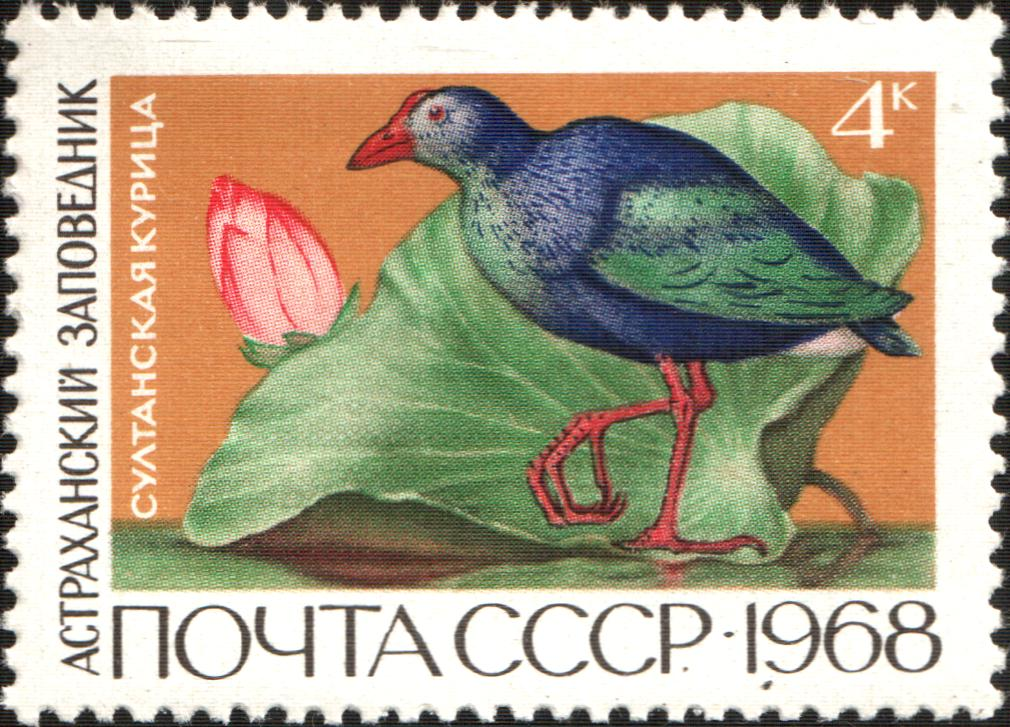
Султанская курица
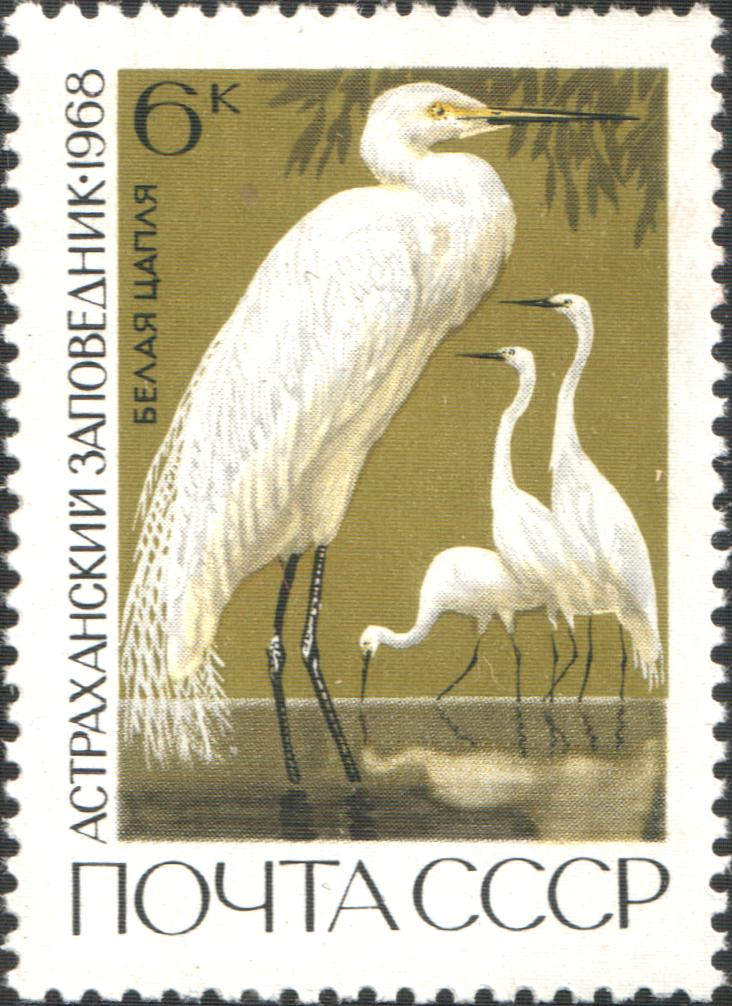
Белая цапля
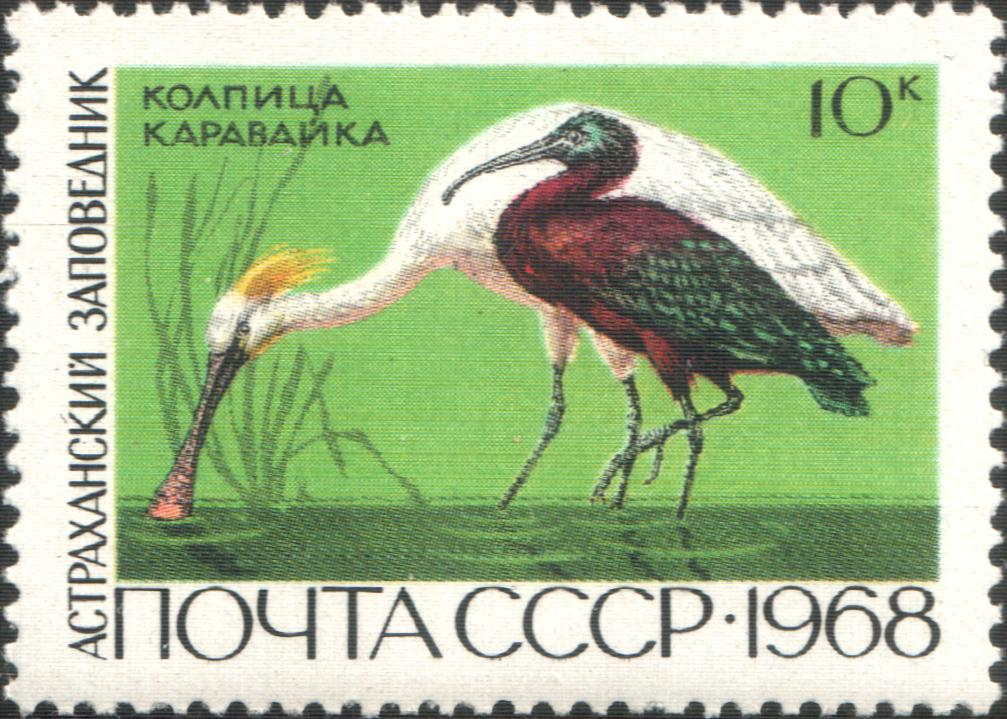
Колпица и каравайка